# Henri Hénon
Henri Hénon, constructeur de caravanes ne doit pas être confondu avec Henri Hénon, fabricant de dentelle à Calais  .
Henri Hénon, né le 16 avril 1908 à Albert où il est décédé le 13 novembre 1981, était un industriel français, pionnier de l'industrie de la caravane de loisirs en France.

## Biographie

### Une enfance albertine
Henri Hénon était issu d’une famille d'artisans. Son père était  menuisier-ébéniste à Albert dans la Somme. De son enfance où il avait été adepte du scoutisme, Henri Hénon garda le goût du camping. En 1928, il se lança dans la fabrication de caravanes.

### Un industriel novateur
Dans les années 1930, la caravane restait un produit de luxe. Les premières caravanes furent construites pour la bourgeoisie locale : en 1934, trois caravanes furent vendues à des clients d’Amiens. De 1934 à 1939, 44 caravanes furent vendues.
Henri Hénon était un proche d’Henry Potez, avionneur de Méaulte près d’Albert. Il adopta pour la construction des caravanes les mêmes procédés que pour la construction des aéronefs : une ossature bois recouverte de coton encollé. La commercialisation des caravanes se fit sous la marque « Remorques de France ».
Les aménagements intérieurs étaient particulièrement soignés, les meubles étant en okoumé, chêne, noyer, ou bois cérusé. D'une conception nouvelle, ils étaient à transformation instantanée, permettant de dissimuler les objets et donnant l'impression, une fois fermés, de cabines de Paquebot,.
En 1954, Henri Hénon en collaboration avec le laboratoire de recherches des Houillères du Nord et du Pas-de-Calais, mit au point sa première caravane monocoque 100 % polyester, la Verresine. Il s’agissait d’une coque de 25 mm d’épaisseur en polyester stratifié sur sandwich alvéolé, d’une grande résistance. En 1956, Henri Hénon commercialisa ce nouveau modèle de caravane en polyester moulé. Cette prouesse technique fut saluée par des ingénieurs du monde entier.

### Difficultés commerciales et conflits sociaux
La société Henri Hénon fabriquait ses caravanes dans deux usines, l'une à Albert et l'autre à Villers-Bretonneux. Mais à partir de 1969 les ventes diminuèrent, la société fabriquant toujours des caravanes haut de gamme d’un prix de vente élevé. Or, dans les années 1960, le caravaning se démocratisa et de nombreuses marques de caravanes apparurent sur le marché vendant leur production à des prix plus bas.
En 1970 Henri Hénon diversifia sa production en proposant des bungalows monoblocs en polyester, appelés « An 2000 ». Selon le cas, ces bungalows pouvaient être bureau de chantier ou maison de vacances, ancêtre du mobil home. Ce ne fut pas un succès commercial. À la suite de longues grèves en 1972, Henri Hénon prit sa retraite et vendit son entreprise au groupe Sommer-Allibert.
Ne surtout pas confondre Henri Hénon d'Albert, avec son homonyme Henri Hénon fabricant de dentelle à Calais et à qui la municipalité calaisienne rendit hommage en donnant son nom à un pont.

## Hommage et distinction
- Grand Prix du Concours international de Garches (1936)[4]
- Chevalier de la Légion d'honneur[4]